# Sudár kankalin
A sudár kankalin vagy sugárkankalin (Primula elatior) a hangavirágúak (Ericales) rendjébe, ezen belül a kankalinfélék (Primulaceae) családjába tartozó faj.
A tavaszi kankalinhoz (Primula veris) hasonlóan használják fel hatóanyagait. Magyarországon védett. Természetvédelmi értéke 10 000 forint.

## Előfordulása
A sudár kankalin csaknem egész Európa és Nyugat-Ázsia területén előfordul. Ázsiában, Törökországtól Iránig, északra pedig, Oroszországig. A Mátrában megtalálhatóak állományai.

## Alfajai
- Primula elatior subsp. elatior
- Primula elatior subsp. leucophylla
- Primula elatior subsp. meyeri
- Primula elatior subsp. pallasii
- Primula elatior subsp. pseudoelatior

## Megjelenése
A sudár kankalin 10-30 centiméter magas, évelő növény, mintegy 20 centiméter hosszú, fokozatosan nyélbe keskenyedő, tőállású levelekkel, amelyek levélrózsát alkotnak. A körülbelül 2 centiméter hosszú, kénsárga, részben bókoló virágok a nyúlánk tőkocsány csúcsán egy oldalra néző ernyőkben állnak. A csésze szűk, cső alakú, a párta karimája laposan kiterül, torkánál sötétebb sárga színű. A virágnak nincs vagy csak egészen gyenge az illata.

## Életmódja
A sudár kankalin elegyes lomblevelű erdők, főleg bükkösök, szurdokerdők és ligetek, cserjések lakója. A magashegyi réteken, 2400 méter magasságig is megtalálható. Az üde, nyirkos, tápanyagban gazdag, humuszos, lazább vályogtalajokat kedveli. A virágzási ideje április–május között van.

## Képek

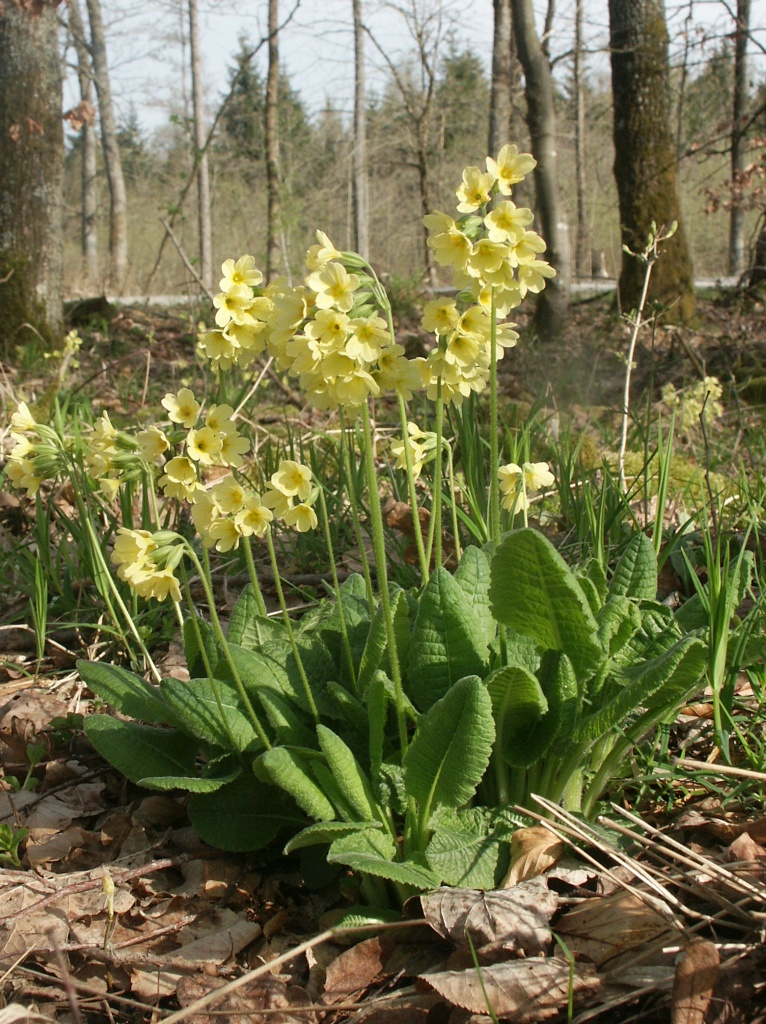
A növény
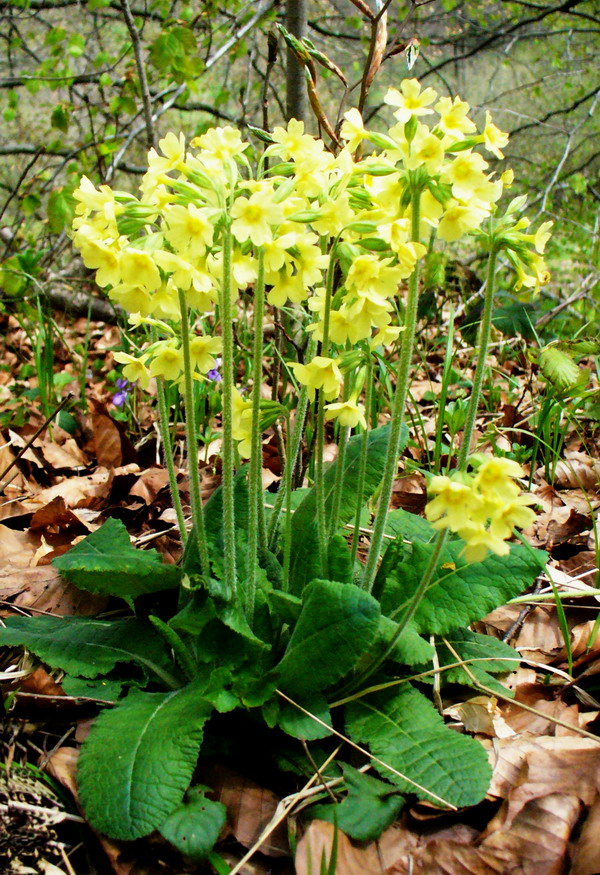
a természetes
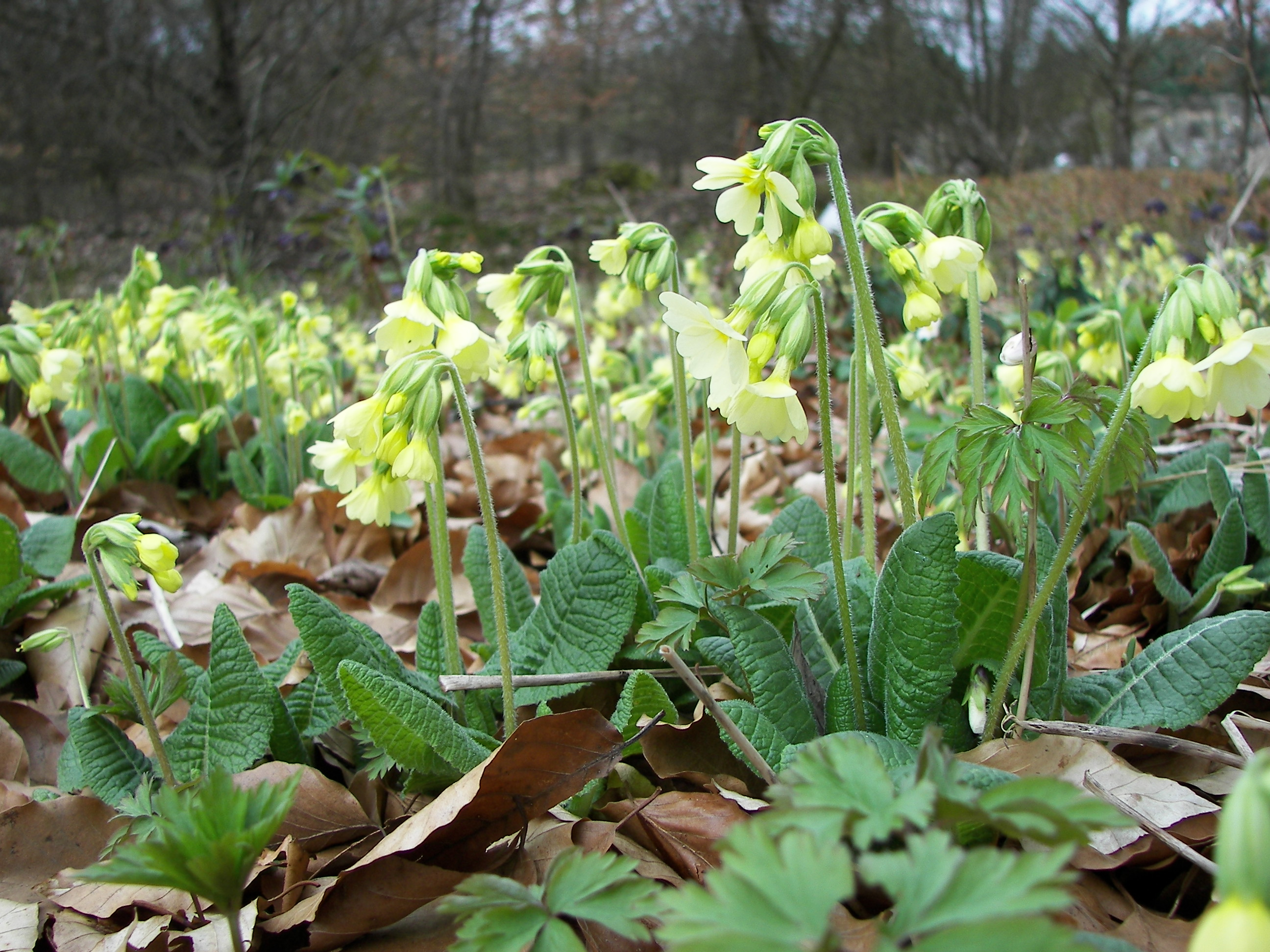
élőhelyén
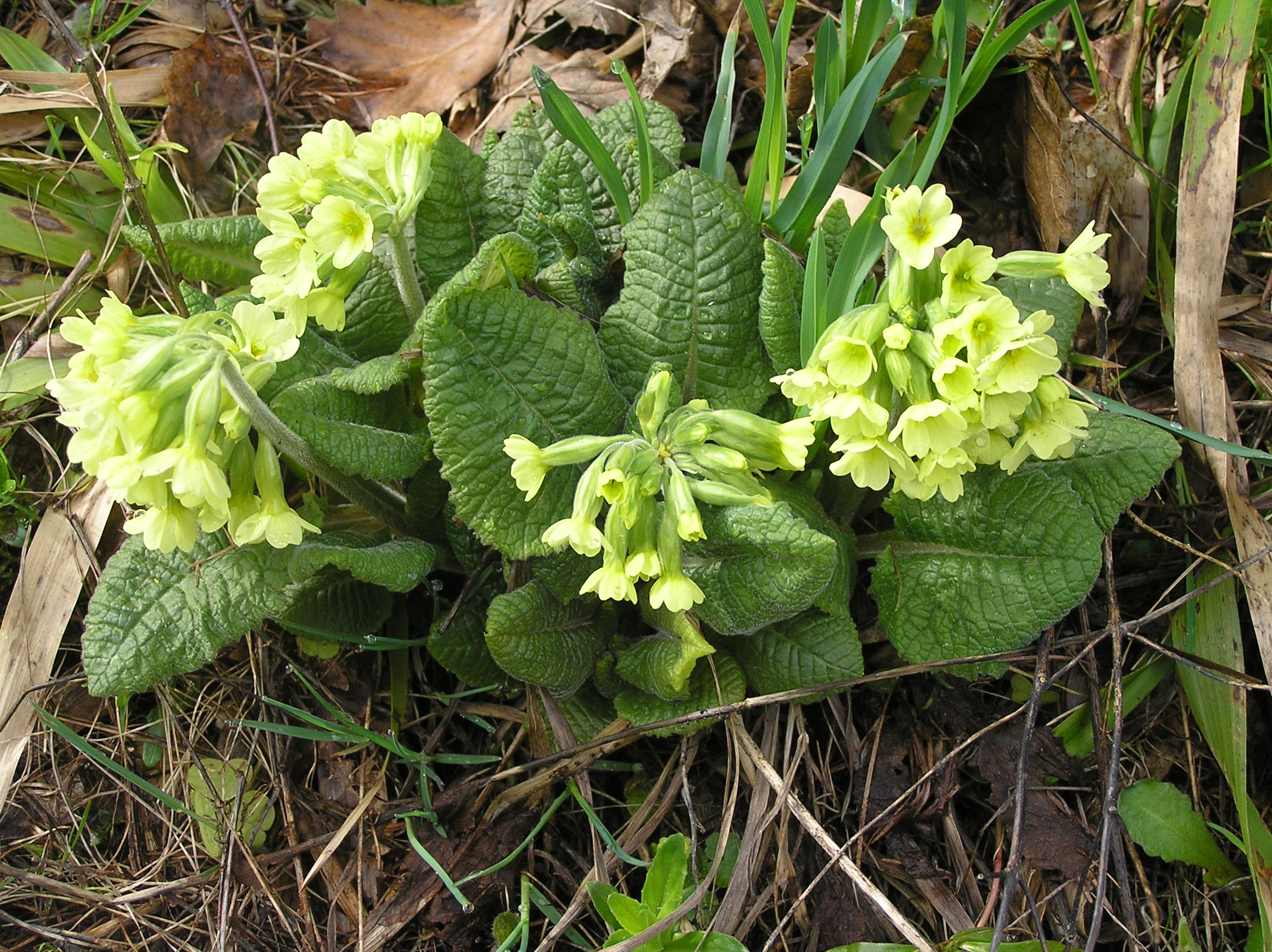
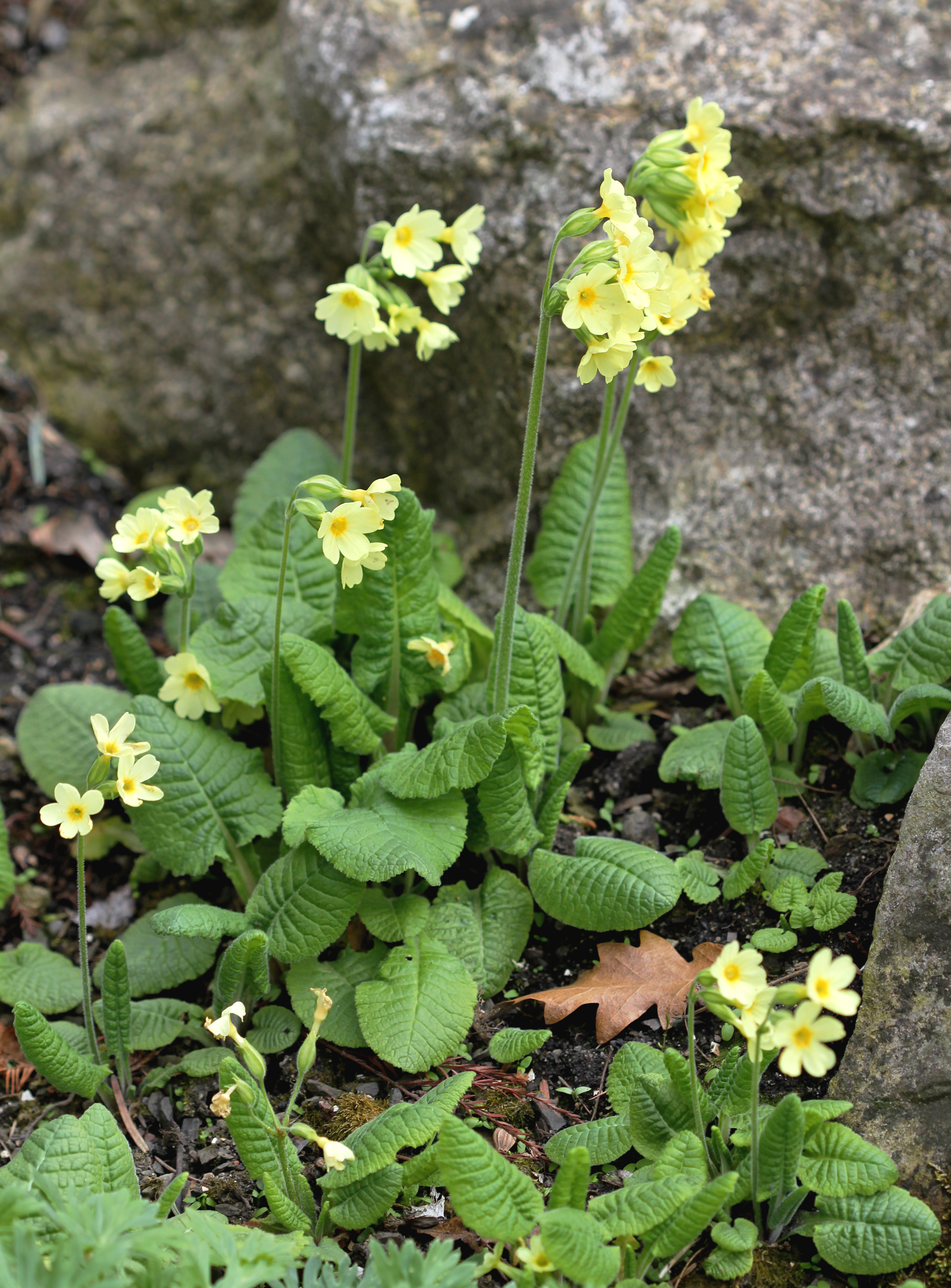
Sudár kankalinok Prágában
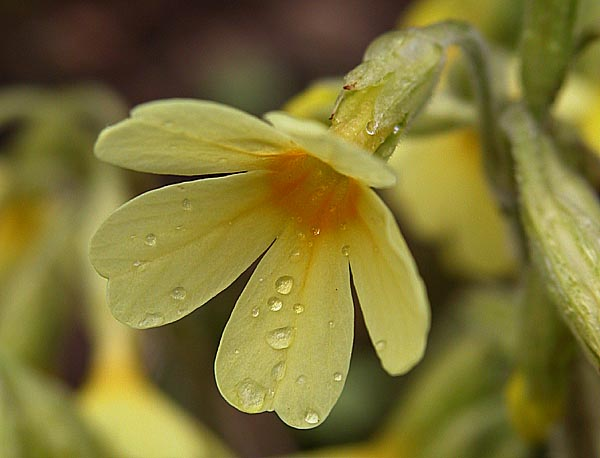
Virága
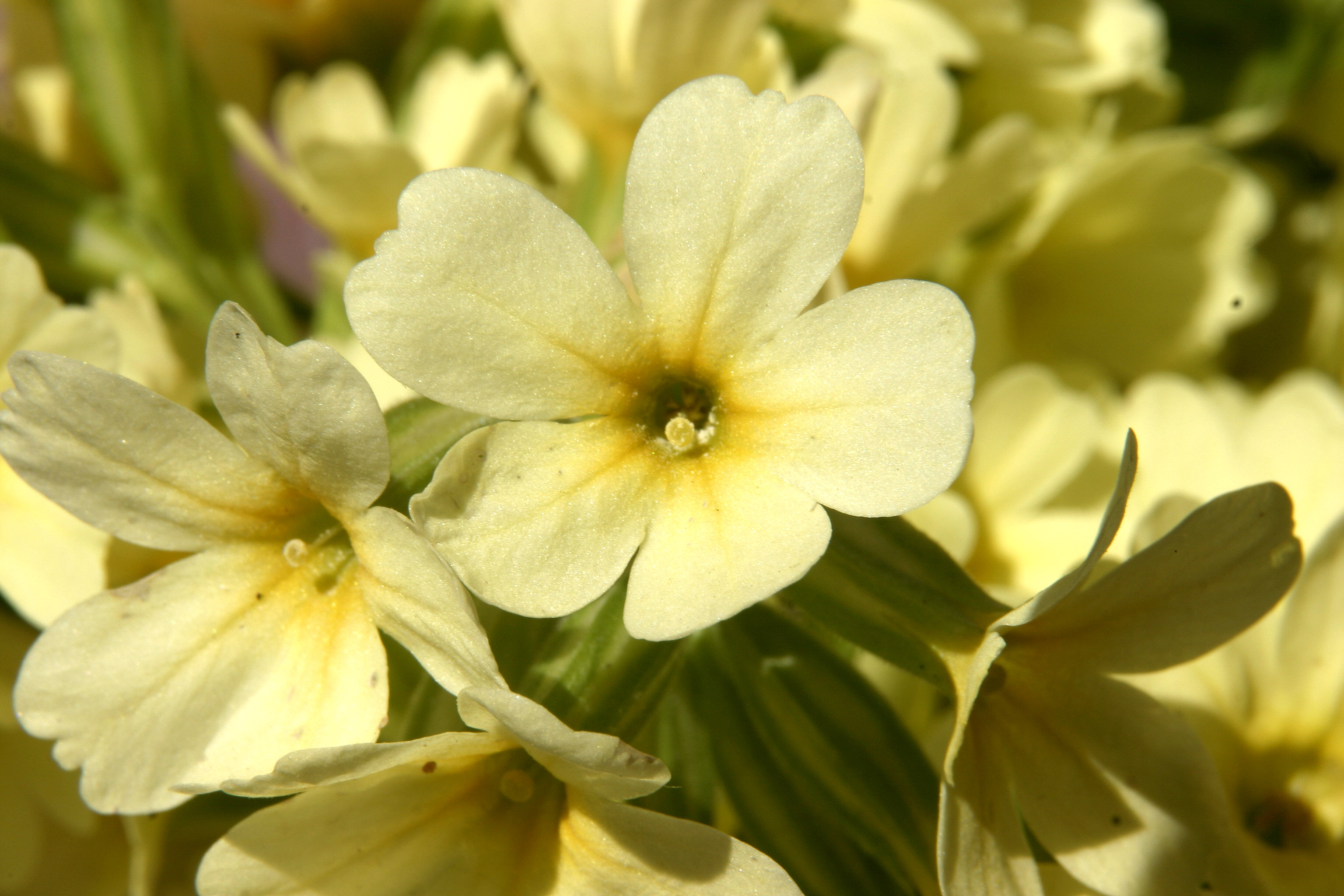
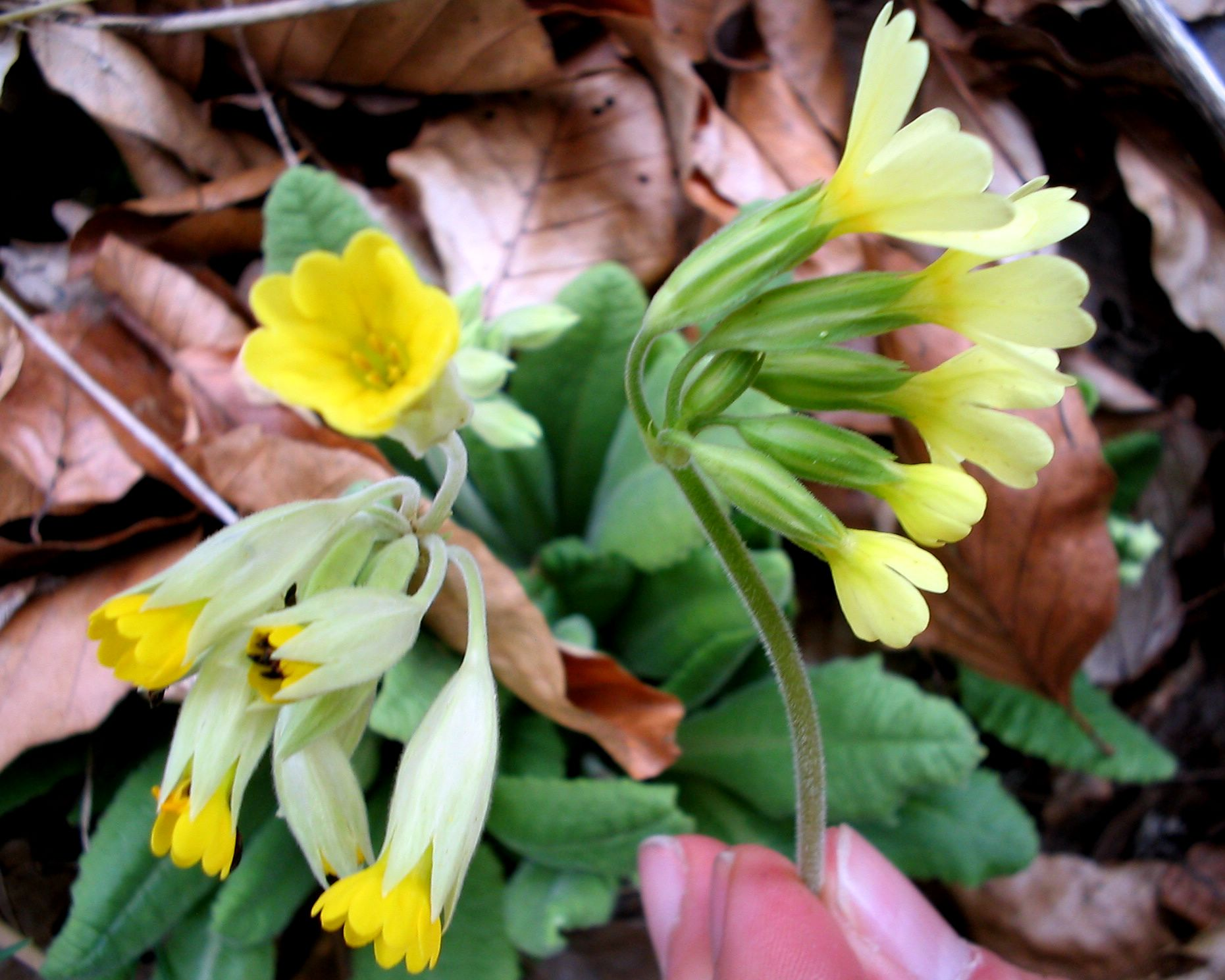
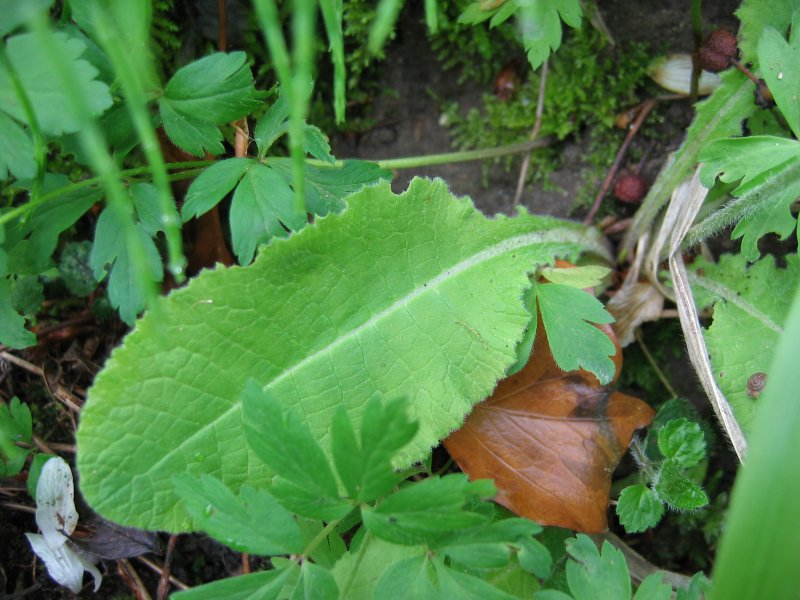
Levele
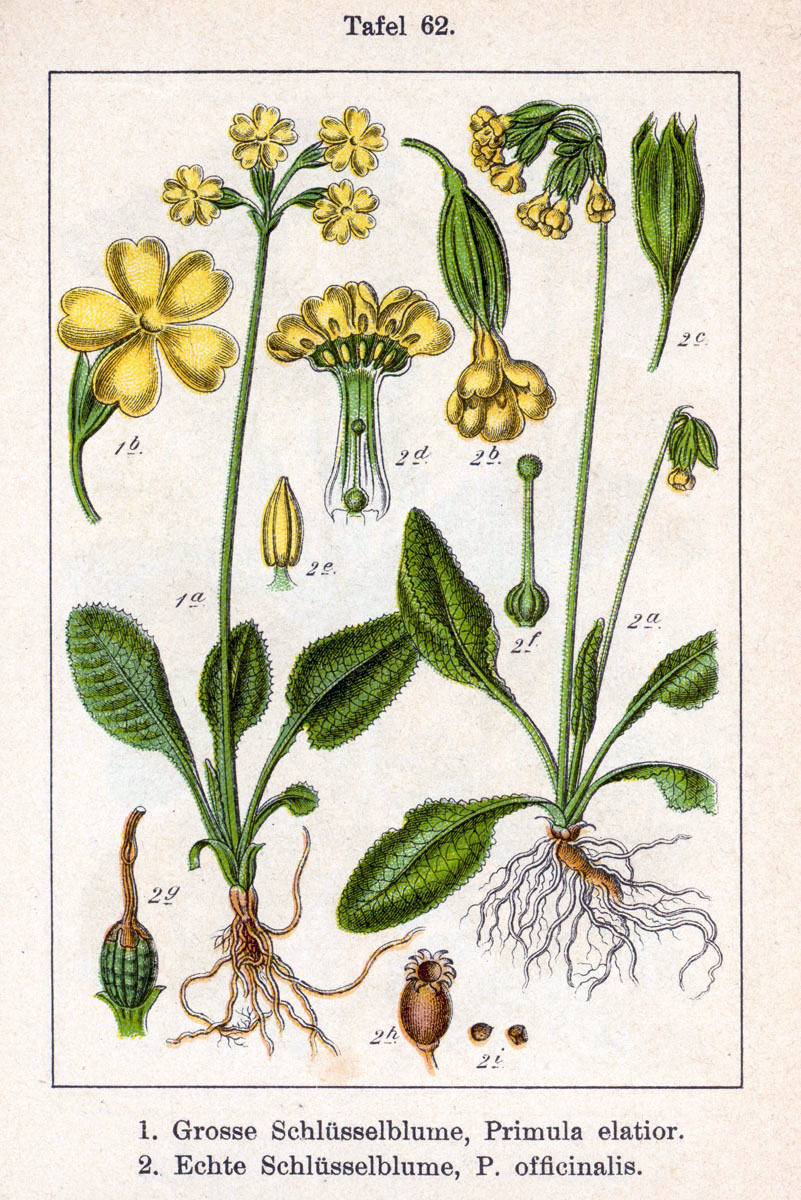
Rajz a növényről
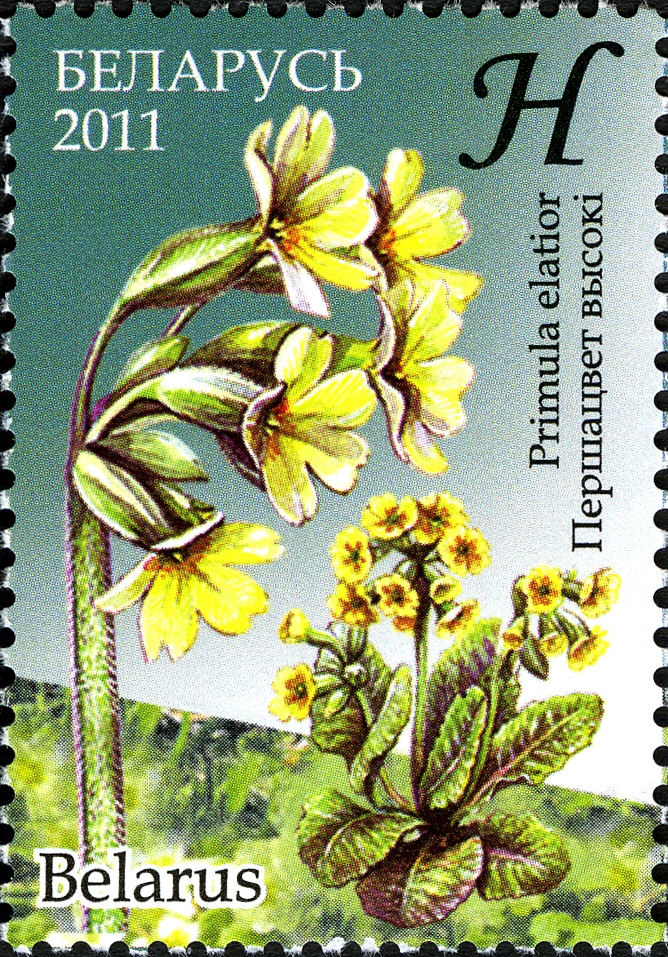
Fehéroroszországi és